# National Provincial Championship Division 3 1986
La National Provincial Championship Division 3 1986 fue la segunda edición de la tercera división del principal torneo de rugby de Nueva Zelanda.

## Sistema de disputa
Los equipos enfrentan a los equipos restantes de su zona en una sola ronda.
- El equipo que finaliza en la primera posición al finalizar el torneo se corona campeón y asciende directamente a la Segunda División.

## Clasificación
Tabla de posiciones
| Pos. | Equipo           | Encuentros | Encuentros | Encuentros | Encuentros | Tantos | Tantos | Tantos | PB | PB | Puntos |
| Pos. | Equipo           | PJ         | PG         | PE         | PP         | F      | C      | Dif    | BO | BD | Puntos |
| ---- | ---------------- | ---------- | ---------- | ---------- | ---------- | ------ | ------ | ------ | -- | -- | ------ |
| 1.º  | South Canterbury | 7          | 7          | 0          | 0          | 161    | 68     | +93    | 0  | 0  | 28     |
| 2.º  | East Coast       | 7          | 5          | 0          | 2          | 92     | 74     | +18    | 0  | 1  | 21     |
| 3.º  | Horowhenua       | 7          | 3          | 0          | 4          | 139    | 94     | +45    | 0  | 2  | 18     |
| 4.º  | Thames Valley    | 7          | 3          | 0          | 4          | 88     | 95     | -7     | 0  | 3  | 18     |
| 5.º  | Poverty Bay      | 7          | 3          | 0          | 4          | 116    | 116    | 0      | 0  | 2  | 14     |
| 6.º  | West Coast       | 7          | 3          | 0          | 4          | 78     | 122    | -44    | 0  | 2  | 14     |
| 7.º  | Nelson Bays      | 7          | 2          | 0          | 5          | 70     | 121    | -51    | 0  | 2  | 10     |
| 8.º  | North Otago      | 7          | 1          | 0          | 6          | 82     | 136    | -54    | 0  | 2  | 6      |

|  | Campeón, asciende a Segunda División. |

| Bandera de Nueva Zelanda |
| Campeón South Canterbury |
| Primer título            |